# La Légende du saint buveur (film)
Pour plus de détails, voir Fiche technique et Distribution.
La Légende du saint buveur (La leggenda del santo bevitore) est un film italien réalisé par Ermanno Olmi, sorti en 1988. C'est l'adaptation cinématographique de la nouvelle éponyme de Joseph Roth.

## Synopsis
À Paris, un clochard alcoolique est secouru au pied du pont de Bercy par un riche inconnu qui lui avance une somme qu'il devra restituer en tant que dette d'honneur. Désireux de respecter sa promesse, l'homme est cependant soumis à la tentation de dilapider cet argent pour s'acheter à boire et renoncer ainsi à sa propre rédemption.

## Fiche technique
- Titre français : La Légende du saint buveur
- Titre original : La leggenda del santo bevitore
- Titre anglais : The Legend Of The Holy Drinker
- Réalisation : Ermanno Olmi
- Scénario : Ermanno Olmi et Tullio Kezich d'après La Légende du saint buveur de Joseph Roth
- Production : Mario Cecchi Gori et Vittorio Cecchi Gori, Roberto Cicutto, André Djaoui et Marcello Siene
- Musique : José Padilla
- Photographie : Dante Spinotti
- Montage : Paolo Cottignola, Fabio Olmi et Ermanno Olmi
- Costumes : Anne-Marie Marchand
- Pays de production :  Italie,  France
- Langues d'origine : anglais, français
- Format : Couleurs - Dolby
- Genre : drame
- Durée : 127 minutes
- Date de sortie : 1988

## Distribution
- Rutger Hauer : Andreas Kartak (vf "Patrick Poivey")
- Anthony Quayle : le gentilhomme distingué
- Sandrine Dumas : Gaby
- Dominique Pinon : Woitech
- Sophie Segalen : Karoline
- Cécile Paoli : la vendeuse du fourreur
- Jean-Maurice Chanet : Daniel Kanjak

## Distinctions
- Lion d'or à la Mostra de Venise
- Prix David di Donatello 1989 :
  - Meilleur film
  - Meilleure réalisation : Ermanno Olmi
  - Meilleur directeur de la photographie : Dante Spinotti
  - Meilleur monteur : Paolo Cottignola, Ermanno Olmi et Fabio Olmi
- Prix Ruban d'argent 1989 :
  - Meilleure réalisation : Ermanno Olmi
  - Meilleur scénario : Ermanno Olmi et Tullio Kezich
- Prix Ciak d'oro 1989 :
  - Meilleur film
  - Meilleure réalisation : Ermanno Olmi
  - Meilleur directeur de la photographie : Dante Spinotti